# Domingos Joanes
Domingos Joanes (Oliveira do Hospital, Oliveira do Hospital – 1203) foi um Cavaleiro medieval do Reino de Portugal.

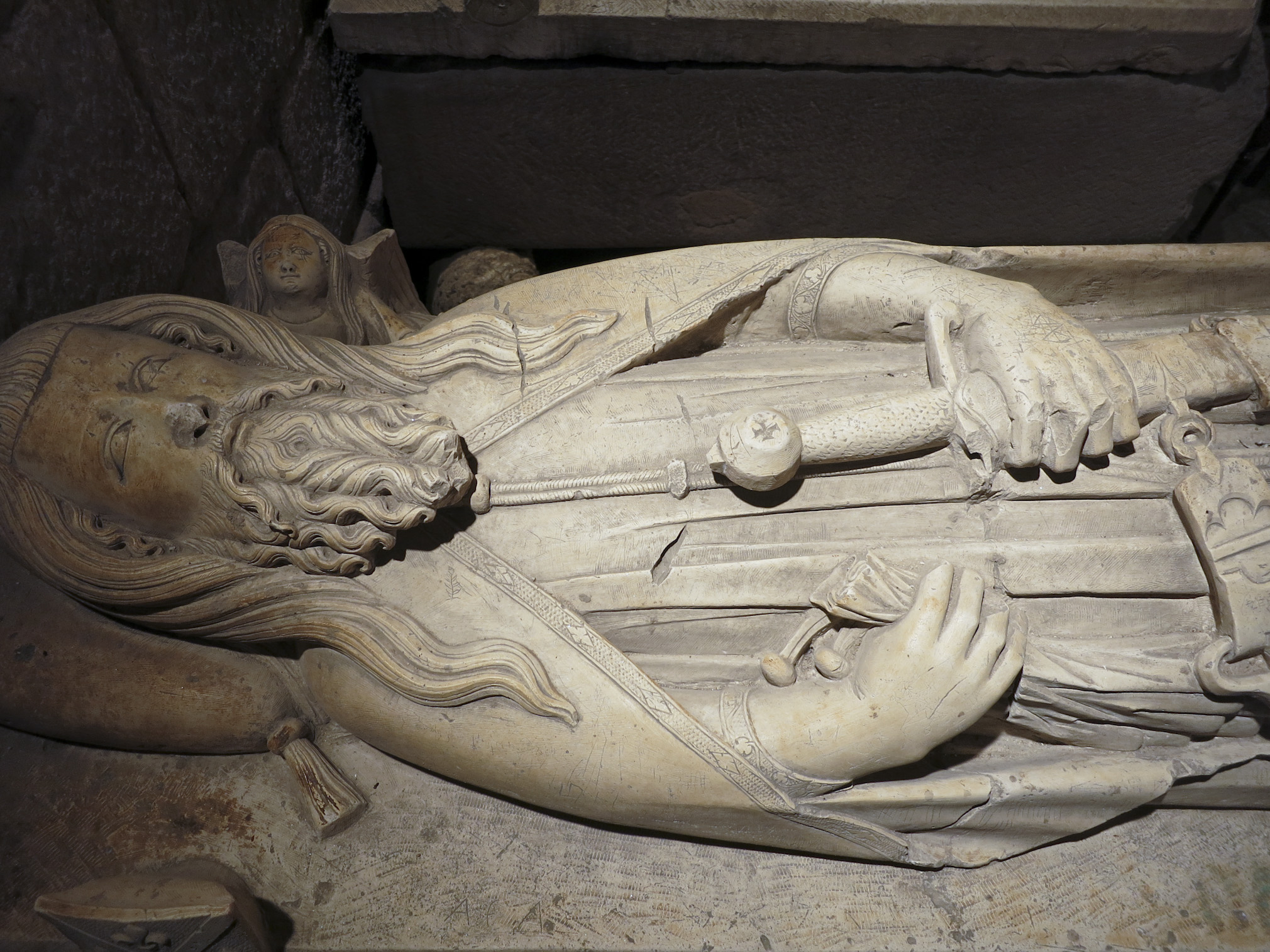
Mestre Pero, Túmulo de Domingos Joanes, Capela dos Ferreiros, Igreja Matriz de Oliveira do Hospital

## Biografia
Foi Senhor de Touriz, lugar da Freguesia da Vila de Midões, no concelho de Tábua, e teve os direitos reais das localidades de Esgueira por mercê de D. Afonso I de Portugal.
Encontra-se sepultado na Capela dos Ferreiros, anexa à Igreja Matriz de Oliveira do Hospital, lado a lado com a sua mulher, Domingas Sabachais (as figuras de ambos os doadores se encontram representadas no retábulo do altar da capela).
Igualmente ali existe, colocada numa insula ao fundo da capela, uma pequena estátua equestre, representando o mesmo cavaleiro com o seu escudo brasonado no braço esquerdo, completamente armado e equipado para entrar em combate.
As Armas de Domingos Joanes são: de azul, com uma aspa de prata acompanhada de quatro flores de lis de ouro; timbre: uma aspa de prata com uma das flores de lis entre os braços superiores.

## Relações familiares
Foi casado com Domingas Sabichais de quem teve: 
1. Martim Domingues que foi Senhor da Capela dos Ferreiros [2] e senhor do Morgado de Touriz. Foi progenitor dos do Amaral de Touriz, aos quais pertenceu Frei André do Amaral, e os quais usavam Armas que lhes vinham por seu ascendente Domingos Joanes, as quais, posto que ele não fosse da linhagem dos do Amaral, assim se encontram classificadas na Armaria Portuguesa, do erudito Anselmo Braamcamp Freire.[1]